# Maxwell Peters
Maxwell Peters (* 22. September 1955) ist ein ehemaliger antiguanischer Dreispringer.

## Leben
Bei den Olympischen Sommerspielen 1976 trat er im Dreisprung an. Er schied mit einer Weite von 14,94 m in der Vorrunde aus.